# Paul Müller-Kaempff

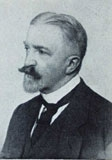
Porträt Paul Müller-Kaempff

Paul Müller-Kaempff (* 16. Oktober 1861 in Oldenburg; † 5. Dezember 1941 in Berlin) war ein deutscher Maler, Zeichner und Lithograf.

## Ausbildung
Paul Müller-Kaempff war das sechste Kind des Großherzoglich-Oldenburgischen Militärarztes Dode Emken Müller (1822–1896) und der Marie Christine Wilhelmine Müller, geb. Kaempff. Bis 1882 besuchte er das Alte Gymnasium Oldenburg in Oldenburg. Seine Ausbildung erhielt er zunächst als Schüler der Kunstakademie Düsseldorf, 1883–1886 der Akademie Karlsruhe bei Gustav Schönleber (1851–1917) und 1886–1888 der Berliner Akademie im Meisteratelier bei Hans Fredrik Gude (1825–1903). Zu dieser Zeit weilte auch Georg Müller vom Siel (1865–1939) in Berlin. Er war 1886 ebenfalls Schüler bei Hans Fredrik Gude. Hier stellte er bereits seine ersten Bilder aus und unternahm mehrere Studienreisen in den Schwarzwald, an die Nordseeküste und nach Oberitalien.

## Leben und Wirken

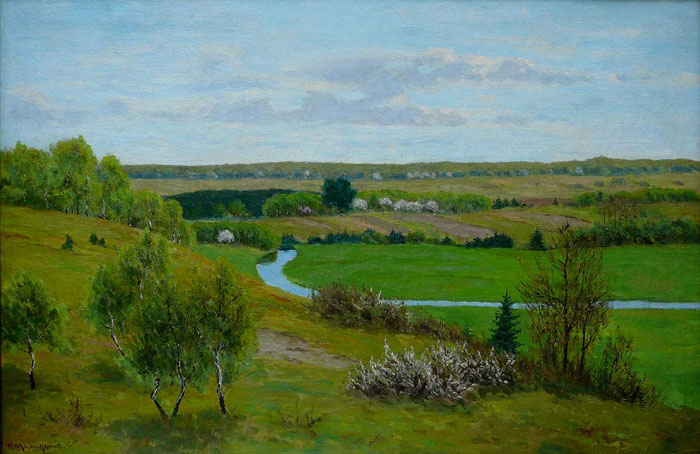
Paul Müller-Kaempff: Das Böhmetal bei Fallingbostel, Öl, um 1903

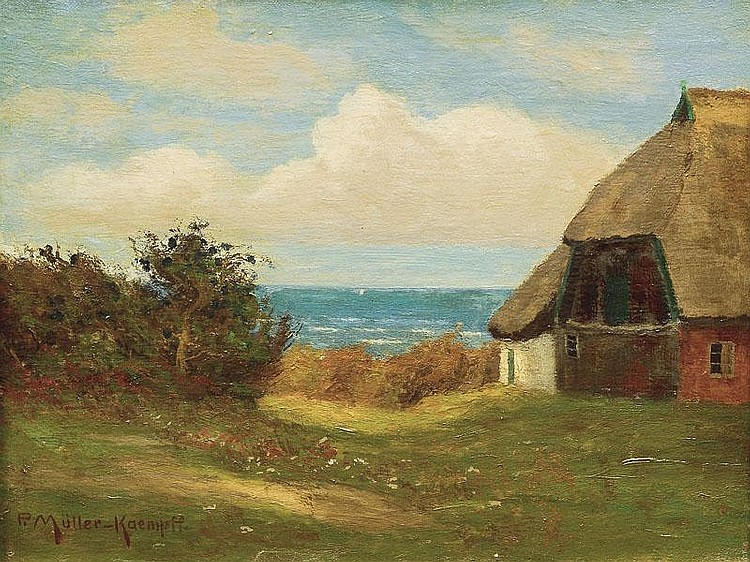
Die Ostsee bei Ahrenshoop

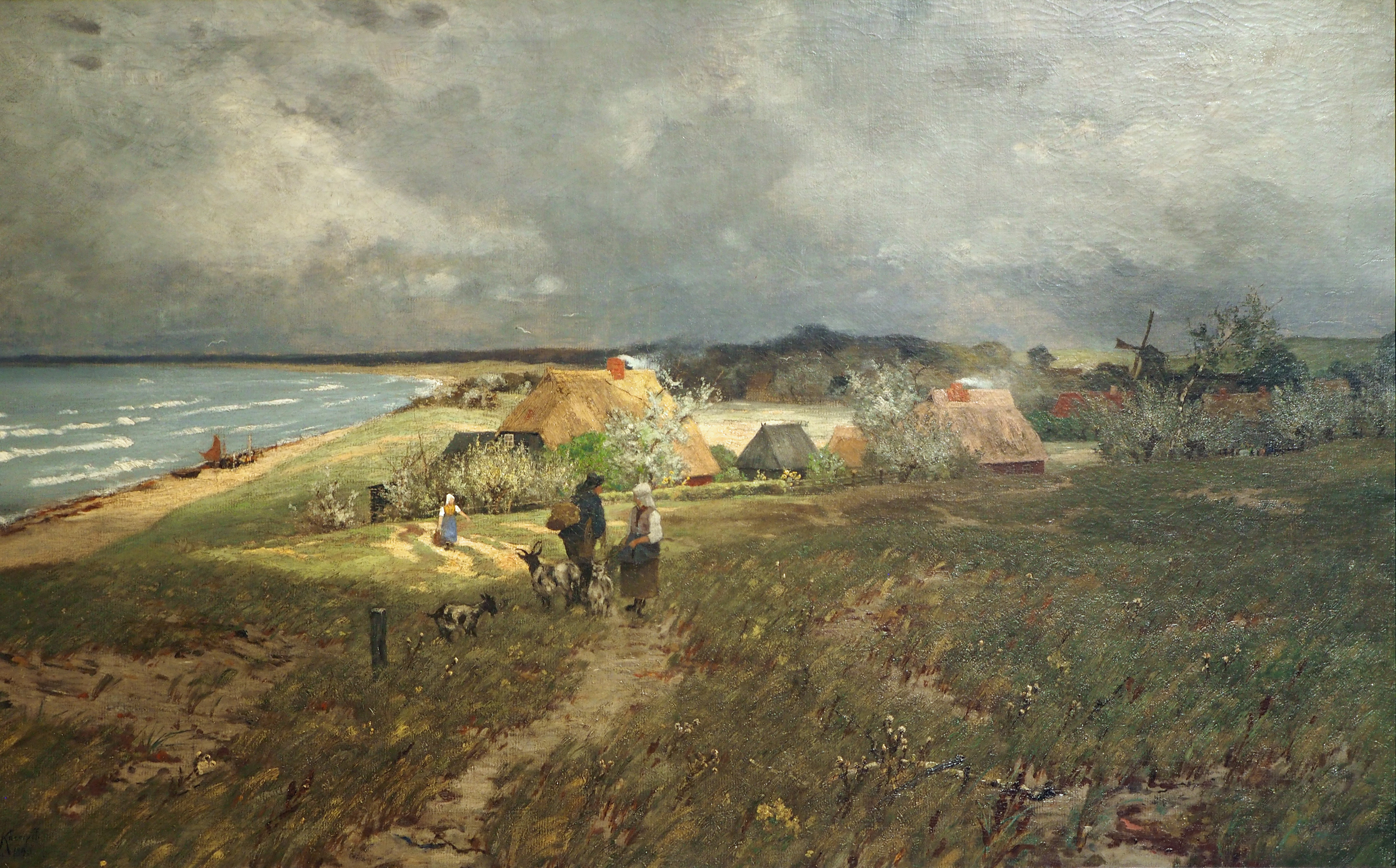
Ahrenshoop vom Hohen Ufer

Der Name Paul Müller-Kaempff steht in erster Linie für das Entstehen der Künstlerkolonie Ahrenshoop auf dem Darß. Anlässlich eines Fischland-Aufenthalts mit seinem Freund Oskar Frenzel (1855–1915) im Jahr 1889 hatten sie das abgelegene Fischerdorf Ahrenshoop entdeckt und dort den mecklenburgischen Maler Carl Malchin (1838–1923) angetroffen. Müller-Kaempff baute sich im Ort 1892 ein eigenes Pensions- und Atelierhaus und begann 1894 im „Künstlerhaus St. Lucas“ mit seinen Malschülerinnen.
Zu seinen frühen Hauptwerken gehört das Gemälde Schifferfriedhof in den Dünen von Ahrenshoop von 1893. Künstlerkollegen folgten seinem Beispiel. So wurde Ahrenshoop auch zur Heimat von Anna Gerresheim (1852–1921), Elisabeth von Eicken (1862–1940), Friedrich Wachenhusen (1859–1925), Fritz Grebe (1850–1924), Heinrich Schlotermann (1859–1927), Theobald Schorn (1866–1915) und Hugo Richter-Lefensdorf (1854–1904).
1896 war Müller-Kaempff auf der Weihnachtsausstellung des Künstlerhauses Zürich vertreten.
Zusammen mit Schorn war er 1909 maßgeblich am Bau des Ahrenshooper Kunstkatens beteiligt. Zu seiner Oldenburger Heimat hielt er in dieser Zeit stets Verbindung.
1904 wurden Müller-Kaempff und seine spätere Frau (1905) und vormalige Schülerin Else Schwager Mitbegründer des Oldenburger Kunstvereins. Zusammen mit dem Oldenburger Bildhauer Kurt Boschen gewann er 1905 den 1. Preis des Plakatwettbewerbs der Landes-Industrie- und Gewerbeausstellung Oldenburg und war für die in diese integrierte Nordwestdeutsche Kunstausstellung, auf der er mit zwei Bildern vertreten war, in die Jury berufen. Im gleichen Jahr erhielt er die Oldenburgische Staatsmedaille und war 1907 Mitbegründer der Vereinigung Nordwestdeutscher Künstler. 1906 wurde er zum Professor ernannt und gehörte von 1906 bis 1912 der staatlichen oldenburgischen Kunstankaufskommission an. Er lebte ab 1908 auch in Hamburg und war Mitglied des Hamburger Künstlervereins von 1832. Von hier aus folgte er 1918 den Spuren zahlreicher Kollegen nach Gothmund, wie seine datierten Zeichnungen belegen.
Müller-Kaempff war als Landschaftsmaler sehr erfolgreich und zählte Ende des 19. Jahrhunderts zu den bekanntesten Landschaftsmalern seiner Zeit. Neben Gemälden, Aquarellen, Pastellen und Zeichnungen sind von ihm auch Entwürfe für Möbel überliefert und eine Vielzahl von Postkarten bekannt geworden. Des Weiteren fertigte er Lithografien für Heimatmappen und illustrierte Bücher (u. a. Naumann: „Naturgeschichte der Vögel Mitteleuropas“, 1905) an. Seine Bilder wurden zu seinen Lebzeiten nicht nur von Museen in Rostock, Oldenburg i.O., Kiel und Hamburg gekauft, auch viele Privatsammler erstanden seine Bilder. Prinz Eitel Friedrich, der zweite Sohn von Kaiser Wilhelm II., erwarb 1908 mehrere Werke für den kaiserlichen Hof. Der Verbleib der meisten Gemälde ist jedoch unbekannt. Viele Bilder befinden sich in privaten Sammlungen und sind teilweise über die ganze Welt verstreut. Schon zu Lebzeiten konnte er Bilder bis nach Argentinien und China verkaufen. Für die Oldenburg-Portugiesische Dampfschiffs-Rhederei malte Müller-Kaempff Bilder von den Kanarischen Inseln als Wandschmuck der Passagierräume der Schiffe.
Nach dem gemeinsamen Studium bei Hans Fredrik Gude in Berlin riss der Kontakt zu Georg Müller vom Siel auch später nicht ab. Im Mai/Juni 1908 besuchte Paul Müller-Kaempff Georg Müller vom Siel in der Künstlerkolonie Dötlingen. Müller-Kaempff schuf in Dötlingen eine Reihe von Landschaftsbildern. Es waren auch die von anderen Dötlinger Künstlern bevorzugten Motive: die Hunte, die Heide und die für diese Landschaft typischen Häuser. Am 6. Juli 1908 widmete Müller-Kaempff eine Mappe mit Oldenburgischen Landschaftsbildern dem Großherzog Peter II. von Oldenburg.
Müller-Kaempff wohnte zuletzt in Berlin-Wilmersdorf in der Motzstraße 93. Er wurde auf einem heute verwilderten Teil des Wilmersdorfer Waldfriedhofs Stahnsdorf bestattet. Im September 2017 wurden die Urnen von Paul und Else Müller-Kaempff auf den Schifferfriedhof von Ahrenshoop umgebettet und der zugehörige Grabstein dort neu aufgestellt.